# Bitwa pod Dromore
Bitwa pod Dromore – starcie zbrojne, które miało miejsce 14 marca 1689 r. w trakcie wojny Irlandzkiej (1689–1691).
W marcu 1689 r. siły popierających Jakuba II Stuarta Jakobitów dowodzone przez Richarda Hamiltona oraz Dominicka Sheldona (5 000 piechoty, 900 jazdy, 5 dział) podjęły marsz na Ulster. 13 marca przed naciągającą armią w pośpiechu wycofały się lokalne siły protestantów z hrabstwa Down. Cześć wojsk Hamilton wysłał do fortu Charlemont, niedaleko Dungannon, a sam na czele reszty wojsk (3 500 ludzi) pomaszerował w kierunku Hillsborough. 14 marca doszło do bitwy pod Dromore. Przekroczywszy rzekę Bann wojska Hamiltona rozbiły 8-tysięczny oddział protestancki dowodzony przez Lorda Mount Aleksandra i sir. George'a Rawdona. Straty protestantów wyniosły 400 zabitych, reszta wojska rozpierzchła się. Dzięki zwycięstwu pod Dromore Jakobici zajęli wschodni Ulster oraz Belfast.